# 청주읍성
청주읍성은 충청북도 청주시 상당구에 있다. 2015년 4월 17일 청주시의 향토유적 제14호로 지정되었다.

## 개요
조선시대 청주목과 충청도병마절도사영을 지키기 위해 쌓여진 읍성이다.

## 반석교
청주의 대표적 전통시장인 육거리시장 땅 밑에는 커다란 돌다리가 원형을 보존한 채 90년 가까이 묻혀 있다. 조선시대까지 우리나라의 돌다리 중에서는 길이가 가장 길었다는 남석교다. 너비는 4.1m, 길이는 무려 80.85m에 달한다. 3행 26열의 돌기둥을 세운 뒤 널빤지 모양으로 다듬은 화강석을 대청마루 놓듯 이어놓은 모양새다. 남석교는 정월 대보름 답교(踏橋)놀이 장소로 유명했다.